# Piraten von Tortuga
Piraten von Tortuga (Originaltitel: Pirates of Tortuga) ist ein US-amerikanischer Piratenfilm, der 1961 unter der Regie von Robert D. Webb entstand. Es ist ein klassisches Hollywoodspektakel und zugleich romantisches Märchen.

## Handlung
Im Hafen von London herrscht große Aufregung, als die Mermaid einläuft. Das Schiff war drei Jahre auf See und am Pier kommt eine große Menschenmenge zusammen, um die Seeleute, die bereits an der Reling aufgereiht stehen, zu begrüßen. Voller Freude spielt ein Seemann, der offensichtlich aus Schottland stammt, worauf sein Dialekt und seine Kleidung hindeutet, eine Melodie auf seinem Dudelsack. Die ausgelassenen Freude von Ankömmlingen und wartender Menge wird jäh durch einen herbeieilenden Offizier unterbrochen, der den Seeleuten überraschenderweise verbietet, von Bord zu gehen. Er sucht den Kapitän der Mermaid, Bart Paxton, an Deck auf und verliest eine Anordnung aufgrund derer das Schiff nunmehr unter Quarantäne läge und kein Seemann die Mermaid verlassen dürfe. Ausgenommen ist Captain Paxton selbst, der vom Offizier dazu aufgefordert wird, ihn zu begleiten. Die zunächst ungehaltenen Seeleute, die sechs Monate kein Land gesehen haben, kommen rasch auf die Idee, sich weibliche Gäste an Bord einzuladen, während Paxton in Begleitung des Schiffsjungen Kipper in eine Kutsche steigt. Das Gefährt bringt beide zu einer Taverne, wo Paxton mit Sir Francis Crawford, dem ehemaligen Gouverneur von Madras, zusammentrifft. Beide haben eine gemeinsame Vergangenheit auf deren Basis Crawford Paxton nun einen Auftrag in den British West Indies anträgt. Paxton soll den gefürchteten Piraten Henry Morgan unschädlich machen. Paxton nimmt den Auftrag unter der Bedingung an, dass er einige alte Kameraden mit an Bord nehmen kann, mit denen er dereinst zusammen in der Royal Navy gedient hatte. Crawford, der sich im Vornherein bereits sicher gewesen war, dass Paxton zustimmt, informiert diesen abschließend, dass er die entsprechende Ausrüstung der Mermaid bereits in die Wege geleitet habe. Paxton schickt Kipper los, die drei in Frage kommenden Offiziere aufzusuchen und beobachtet währenddessen eine Tambourinspielerin, die zu den Klängen eines Geigers vor Passanten auf der Straße tanzt. Als die Tänzerin von einem der Umstehenden angegangen wird, geht Paxton mit dem Säbel dazwischen und bringt die angebliche Diebin vor der aufgebrachten Menge mit der Kutsche in Sicherheit. Auf der Kutschfahrt zurück zur Mermaid gesteht die Tänzerin ihm zwar den Diebstahl, verwehrt sich aber gegen die Bezeichnung „Diebin“. Sie nennt sich Meg und gibt an, „Schauspielerin“ zu sein.
Zurück an Bord trifft Paxton mit drei alten Freunden zusammen, die inzwischen von Kipper unterrichtet worden sind. Die drei lassen sich schnell zu einem „Abenteuer“ überreden. Inzwischen schleicht sich auch Meg an Bord, bleibt im allgemeinen Trubel unbemerkt und durchsucht Paxtons Kajüte, in der sie Schmuck und Frauenkleidung findet. Bei der Unterredung zwischen Paxton und den drei Offizieren rekapitulieren die alten Freunde die Karriere Henry Morgans, der noch von einem Jahr in hohen Ehren stand, einen Gouverneurstitel und den Ritterschlag erhalten hatte. Im Krieg mit Spanien war er ein wichtiger Faktor zum britischen Sieg in der Karibik. Inzwischen ist Morgan jedoch zur Piraterie zurückgekehrt überfällt (auch) britische Schiffe, hungert auf diese Weise die britische Kolonie Jamaika aus und hat sich auf Tortuga eine Piratenhochburg („bucaneer kingdom“) eingerichtet. Ein offener Angriff auf diese Festung würde einen erneuten Krieg mit Spanien auslösen – daher sollen Paxton und seine Freunde als Privateers auf eigene Faust handeln, sich in Jamaika ausrüsten und Morgan stellen. Die vier vereinbaren, mit der aufkommenden Tide Anker zu lichten. Zurück in seiner Kajüte trifft Paxton auf Meg, die sich auf seinem Bett räkelt. Er gibt ihr eine Münze und dem schottischen Seemann Bonnet die Anweisung, sie über Bord zu werfen, wenn sie nicht bald das Schiff verlässt. Als Meg, die versuchen möchte, wie eine Lady wahrgenommen zu werden, in neuem Aufzug versucht, von Bord zu gehen, bemerkt sie am Pier den Mann, der sie des Diebstahls beschuldigt hatte und versteckt sich unter Deck. Auf der Überfahrt in die Karibik trainiert Pee Wee, einer der drei Offiziere, die Mannschaft im Fechten. Percy, ein weiterer, kümmert sich um die Geschütze. Während der Gefechtsübungen wird Meg entdeckt und obwohl Paxton sie anweist, in ihrer Unterkunft zu bleiben, mischt sie sich bei Gelegenheit unter die Mannschaft. Weiterhin versucht sie, in Erfahrung zu bringen, wie sie sich mehr ladyhaft verhalten kann. Der Steuermann des Schiffs, Percy und Pee Wee geben ihr hierfür Anregungen – letztere nicht ganz uneigennützig.
Auf der Anfahrt in die Karibik trifft die Mermaid ein Schiff aus Morgans Flotte. Es handelt sich um die Chepillo, die unter dem Befehl von Montbars steht, der „Barracuda“ genannt wird. Paxton und den drei Offizieren gelingt es, mit der inzwischen gut trainierten Besatzung, die Piraten zu einem übereilten Angriff zu verlocken, indem sie sich als harmloser Kauffahrer tarnen, der wenig Besatzung und sogar Frauen an Bord hat. Der „Barracuda“ geht in die Falle. Der siegreiche Paxton lässt die geschlagene Chepillo plündern und gibt dem Piraten eine warnende Botschaft an Morgan mit. Zudem nutzt er die Gelegenheit, Meg eine Lektion über Selbstlosigkeit zu vermitteln. Als der „Barracuda“ Morgan, der auf Tortuga inmitten seiner Piratentruppe feiert, die Nachricht überbringt, schwört dieser Rache. Inzwischen trifft Paxton mit der Mermaid in Jamaika ein. Die dortigen Handelsherren, allen voran ein gewisser Randolph, bestürmen Paxton mit der Bitte, ihm seine Ladung abkaufen zu dürfen, doch er zögert, bis schließlich der Gouverneur Thomas Modyford eintrifft. Zwischen jenem und den Kaufleuten besteht eine offensichtliche Spannung, da sie ihn für die schlechte Situation der Kolonie verantwortlich machen. Gouverneur Modyford warnt Paxton vor Morgans Spionen, dieser übergibt ihm die Ladung der Mermaid zur Verteilung. Währenddessen verlässt Meg die Mermaid, um sich ein Engagement als Schauspielerin zu suchen. Kurze Zeit später wird sie überfallen und niedergeschlagen. Modyford findet die bewusstlose Meg und lässt sie in sein Herrenhaus bringen. Die ehemalige Schauspielerin gibt sich als „Lady Margaret“ aus, behauptet, ihr Gedächtnis verloren zu haben und freundet sich mit dem Gouverneur und seiner Familie an. Ein Schmuckstück, das sie in Paxtons Kajüte gefunden hatte, bezeichnet sie als „Erbstück ihrer Mutter“. Währenddessen trifft Montbars erneut auf die Mermaid, die Tortuga anläuft. Paxton und seine Freunde nehmen sich vor, den gut befestigten Piratenstützpunkt auszuspionieren. Am Kai treffen Morgan und Paxton aufeinander und scheinen schnell gut miteinander auszukommen. Gemeinsam gehen sie zur Taverne, in der Morgan üblicherweise feiert.
Im Gespräch mit Paxton bringt Morgan das Gespräch auf die geplünderte Chepillo. Paxton lässt eine Kiste voller Gold bringen und behauptet, es handele sich um die Hälfte des Erlöses des Verkaufs der Ladung der Chepillo in Jamaika, die somit Morgan zustünde. Daraufhin willigt Morgan in die vorgeschlagene Partnerschaft mit Paxton ein. Auf der Rückfahrt nach Jamaika tragen Paxton und seien drei Freunde die Informationen zusammen, die sie in Tortuga gesammelt haben. Sie planen, auf Basis ihrer Erkenntnisse bei Gouverneur Modyford um militärische Unterstützung zu bitten. Im Haus des Gouverneurs trifft Paxton erneut auf Meg, die sich als „Lady Margaret“ inzwischen mit Modyford verlobt hat. Als er den Gouverneur berichtet, dass „Lady Margaret“ auf seinem Schiff nach Jamaika gekommen war, fragt dieser neugierig nach ihrem tatsächlichen Namen. Paxton behauptet, Meg hieße in Wirklichkeit „Lady Margaret Darcy“, nach dem Geburtsnamen seiner Mutter. Nachts treffen beide alleine im Garten des Gouverneurspalastes aufeinander und küssen sich leidenschaftlich. Am nächsten Tag legt Paxton Modyford und den Honoratioren Jamaikas seine Pläne dar. Dabei bezichtigt ihn der Kaufmann Randolph, ein doppeltes Spiel zu spielen und tatsächlich mit Morgan im Bunde zu sein – doch er verzichtet darauf, eine offizielle Anklage zu erheben. Es wird beschlossen, kein Militär einzusetzen, um Spanien nicht zu provozieren. Stattdessen soll Paxton eine Truppe aus 300 Freiwilligen zur Verfügung gestellt werden. Während Paxton seine Flotte sammelt, trifft sich Randolph, offensichtlich ein Verräter, mit dem „Barrakuda“. Unterdessen beobachtet Meg einigen Plantagenarbeiter beim Musizieren und lässt sich dazu hinreißen, mit der Gruppe zu tanzen. Dabei wird sie von Phoebe, der Witwe von Modyfords Cousin, die ebenfalls in seinem Haushalt lebt, beobachtet. Phoebe stellt Meg ein Ultimatum. Sie soll Modyford verlassen und verschwinden, oder Phoebe würde offenbaren, dass Meg keine wirkliche Lady ist. Meg verschwindet lachend im Wald.
Unterdessen hält die Flotte Kurs auf Tortuga. In Paxtons Kajüte planen er, die drei Offiziere, Modyford und der militärische Befehlshaber von Jamaika den Angriff auf Morgans Festung. Zur Tarnung des landseitigen Angriffes geht Paxton zunächst alleine an Land, um Morgans Pulvervorräte zu sprengen. Die Ankunft der Flotte wird von Morgan und Randolph, der inzwischen auf Tortuga eingetroffen ist, um vor Paxtons Angriff zu warnen, beobachtet. Während sich die Angreifer unter Modyfords Führung der Festung nähern, dringt Paxton alleine in Morgans Stützpunkt ein und versucht das Pulvermagazin zu erreichen. Da er dabei zunächst von Randolph, dann von Morgan selbst angegriffen wird, verzögert sich die geplante Sprengung. Das erweckt bei Modyford den Verdacht, Paxton könnte doch mit Morgan im Bunde sein und der Gouverneur entschließt sich, die Festung entgegen dem ursprünglichen Plan, unter Feuer der Piraten anzugreifen. Schließlich explodiert doch das Pulvermagazin und die Briten dringen in den Piratenstützpunkt ein, wo Paxton und Morgan, die durch die Detonation bewusstlos sind, nebeneinander aufgefunden und gemeinsam verhaftet werden. Während sich beide im Kerker über ihr Schicksal austauschen, gesteht Meg dem Gouverneur, dass sie doch keine „Lady“ ist, was dieser mit Bedauern zur Kenntnis nimmt. Am folgenden Tag wird Paxton freigelassen, da der Gouverneur inzwischen Randolphs Haus durchsuchen ließ und Beweise für dessen Zusammenarbeit mit Morgan gefunden hat. Auf der Rückfahrt zur Mermaid rettet Paxton Meg erneut vor einer wütenden Menge und zieht sie in seine Kutsche.

## Trivia
Es handelt sich nicht um einen Historienfilm, sondern um einen Unterhaltungsfilm, der nur lose an tatsächliche Begebenheiten anknüpft. Es werden vereinzelte historische Bezüge hergestellt, jedoch keine genauere Zeitangabe erwähnt. Diverse widersprüchliche Details machen die zeitliche Einordnung im Abgleich mit den bekannten Daten erwähnter Personen, so Modyford oder Morgan, sogar unmöglich:
- Henry Morgan war bei einem fast zweijährigem Aufenthalt in England im Jahr 1674 von Karl II zum Ritter geschlagen und zum Vizegouverneur von Jamaika ernannt worden. Auf diese Ereignisse wird zu Beginn des Films Bezug genommen, sie lägen bei Aufbruch der Mermaid ein Jahr zurück. Im folgenden Jahr traf Morgan auf Jamaika ein und begann, Port Royal zu befestigen.[2] Im Gegensatz zur Erzählung des Filmes geriet Morgan danach weder in Konflikt mit der Krone, noch wurde ihm nach dieser Zeit Piraterie vorgeworfen (vorab sehr wohl). Zwar gab es Streitigkeiten mit dem ihm vorgesetzten Gouverneur Lord Vaughn, aber diese gipfelten in dessen Abberufung und hatten für Morgan keine Konsequenzen. Er starb in Behandlung des irischen Arztes Hans Sloane in Folge seines ausschweifenden Lebenswandels im Jahr 1688 in Port Royal.

- Tortuga, also die Île de la Tortue, war zwar ab Mitte des 17. Jahrhunderts ein Piratenstützpunkt, aber diese Zeiten gingen bereits 1670 zu Ende, also bevor Morgan den (Vize-)Gouverneursposten auf Jamaika übernahm. Im Gegensatz dazu war tatsächlich zu dieser Zeit aber Port Royal, insbesondere nachdem es von Morgan ausgebaut und befestigt worden war, für Sittenlosigkeit bekannt und bis Anfang der 1690er Jahre eine Anlaufstelle für Piraten.[3]

- Als Paxton in London zurück an Bord kommt, und die Matrosen weiterhin ausgelassen feiern, ordnet er an, dass das Deck klargemacht werden soll, denn es fange langsam an zu riechen, wie die „Gin Lane“. Dieser Ausdruck geht auf einen Druck des Karikaturisten William Hogarth zurück, der 1751 veröffentlicht wurde. Hogarth greift mit dem Motiv die damals herrschende Gin-Epidemie (engl. gin-craze) auf, die sich infolge der steuerlichen Begünstigung privater Ginherstellung  und -ausschänke entwickelt hatte. Es handelt sich in mehrfacher Hinsicht um einen geschichtlichen Filmfehler. Zum einen spielt der Film deutlich vor 1751, dem Zeitpunkt der Veröffentlichung des Bildes. Zum anderen entwickelte sich die „gin-craze“ sich erst in Folge der Verordnungen von William III, der erst 1689 König von England wurde – zu diesem Zeitpunkt war Morgan bereits tot. Gin wurde zudem erst mit der Herrschaft des aus den Niederlanden stammenden William (gin = genever) in England populär.

- Als die „Mermaid“ auf der Überfahrt ins Einsatzgebiet auf ein anderes Schiff trifft, ordnet Paxton dieses nach einem kurzen Blick der Flotte Henry Morgans zu. Als die Piraten sich zu einem Angriff entschließen, ordnet deren Kommandant an, den „Jolly Roger“ zu hissen. Es ist nicht überliefert, ob Morgan eine bestimmte Flagge nutzte, aber die Bezeichnung „Jolly Roger“ bürgerte sich erst nach seiner Zeit ein. Sie wird erstmals in Charles Johnsons, in den 1720er Jahren erschienenem, Buch History of the Robberies and Murders of the most notorious Pyrates erwähnt. Die Flagge, die am Mast des Schiffes erscheint, gekreuzte Knochen hinter einem Totenschädel, ähnelt der Flagge, die dem Piraten Richard Worley (gest. um 1718) zugeschrieben wird. Zu Morgans Zeit waren also weder der Begriff „Jolly Roger“ noch das Totenkopfmotiv etabliert. Der Totenkopfschädel selbst bürgerte sich zwischen 1700 und 1720 als typisches piratisches Symbol ein und hatte sich um 1730 schließlich gegen zahlreiche weitere, teils sehr phantasievolle Motive durchgesetzt.[4]

## Kritiken
Die Redaktion des online-Portals der Kino-Zeitschrift Cinema gibt dem Film drei Punkte (von fünf möglichen). Auf filmdienst.de, der online-Präsenz der traditionsreichen Zeitschrift Filmdienst, wird „Piraten von Tortuga“ als „flotter Abenteuerfilm“ bewertet Gleichlautend wertet das Lexikon des Internationalen Films:

„Flotter Abenteuerfilm um einen Kapitän im 17. Jahrhundert, der gegen Piraten und ungerechte Verdächtigungen zu kämpfen hat.“